# Chris Hemsworth
Pour les articles homonymes, voir Hemsworth (homonymie).
Christopher Hemsworth, dit Chris Hemsworth (/kɹɪs hɛmswɜːθ/), né le 11 août 1983 à Melbourne (Victoria), est un acteur australien.
Il fait ses débuts dans la série télévisée australienne Summer Bay (2003 - 2007) avant de devenir mondialement reconnu grâce à l'interprétation du super-héros Thor dans les films de l'univers cinématographique Marvel.
Il est le frère de Luke et Liam Hemsworth.

## Biographie

### Jeunesse
Né à Melbourne dans l’État du Victoria, Christopher Hemsworth est le fils de Leonie, une professeure d'anglais, et de Craig Hemsworth, conseiller en services sociaux. Il a été élevé au territoire du Nord à Bulman avec son frère aîné, Luke, et son frère cadet, Liam. Il est allé au lycée Heathmont College (en), puis quelques années plus tard, il s'installe à Phillip Island. Son grand-père est néerlandais et possède aussi des origines anglaises, irlandaises, écossaises et allemandes. Ses deux frères, Luke et Liam Hemsworth, sont aussi acteurs.

### Débuts d'acteur (2003-2010)

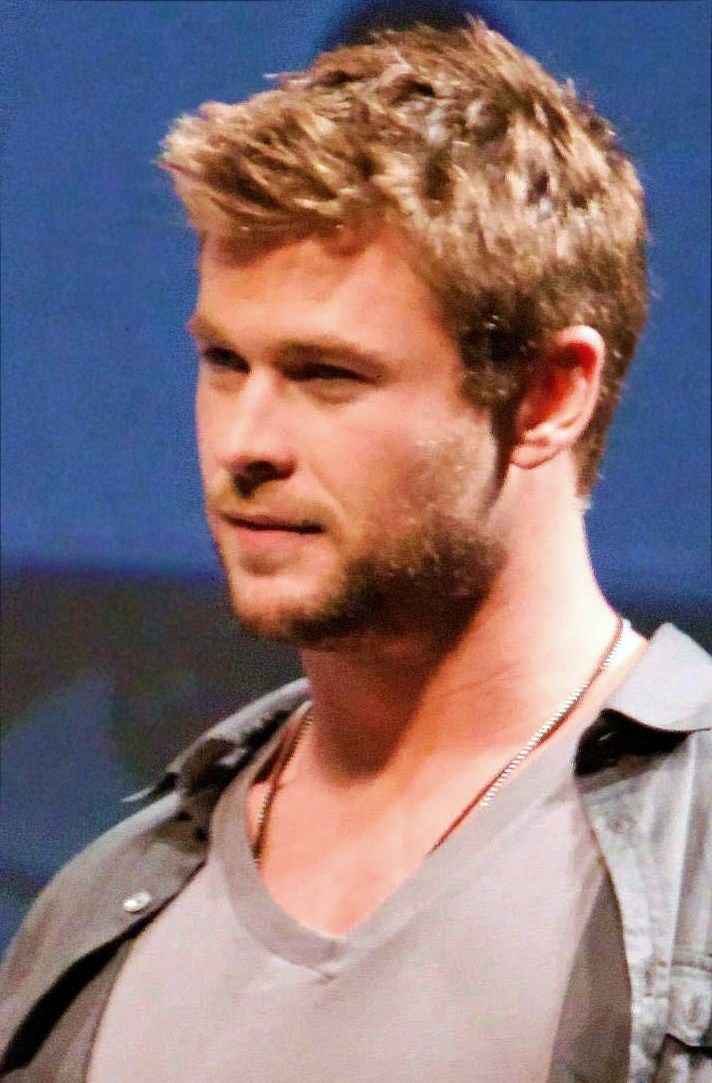
L'acteur au San Diego Comic-Con 2010, pour la promotion de Thor.

En 2003, âgé de 21 ans, il auditionne pour le rôle de Robbie Hunter dans la série australienne Summer Bay, mais se voit finalement attribuer celui de Kim Hyde. Il déménage alors à Sydney, et récolte rapidement deux nominations aux Logie Awards. Parallèlement, il apparaît dans la 5e saison de Dancing with the Stars (Australie) avec Abbey Ross, mais ils sont le 6e couple éliminé. Le 3 juillet 2007, il quitte la série et s'envole pour les États-Unis.
Il court les castings durant l'année 2007 : ainsi, il figure dans la liste finale pour incarner Gambit dans le blockbuster préquel X-Men Origins : Wolverine, mais c'est finalement Taylor Kitsch qui est choisi. Il est aussi en lice pour incarner le héros de G.I. Joe : Le Réveil du Cobra, mais c'est finalement Channing Tatum qui l'emporte.
L'acteur fait cependant une arrivée remarquée sur les grands écrans du monde entier en 2009 en incarnant le père de James Kirk dans la scène d'ouverture de l'attendu blockbuster Star Trek de J. J. Abrams. La même année, il interprète le rôle de Kale dans le petit thriller d'action Escapade fatale, aux côtés de Steve Zahn, Timothy Olyphant et Milla Jovovich.
En 2010, il est Sam Phelan, le héros de la comédie d'action Ca$h, où un truand, incarné par Sean Bean, les harcèle son épouse et lui, après qu'ils ont trouvé et dépensé 600 000 dollars ne leur appartenant pas. Ce rôle, décroché par le jeune acteur après seulement six semaines passées à Los Angeles, confirme un potentiel de star rapidement remarqué.

### Percée hollywoodienne (2011-2012)
L'année 2011 le propulse au rang de star internationale, en interprète du rôle-titre du blockbuster Thor, de Kenneth Branagh, sorti sur les écrans français le 27 avril 2011. Le rôle de Thor lui permet de devenir l'un des principaux visages de l'Univers cinématographique Marvel.
L'année suivante lui permet de s'imposer comme une nouvelle valeur sûre : sort d'abord le film d'horreur La Cabane dans les bois, écrit par Joss Whedon, où il tient le rôle principal du playboy Curt Vaughan. Le long-métrage a en réalité été tourné avant Thor, mais les déboires financiers du distributeur ont repoussé sa sortie. Le long-métrage est acclamé par la critique.
Il retrouve le réalisateur Joss Whedon pour Avengers, cette fois aux côtés des stars Robert Downey Jr., Scarlett Johansson, Mark Ruffalo, Chris Evans ou encore Samuel L. Jackson. Cette superproduction est un énorme succès critique et commercial.
Il enchaîne ensuite avec le rôle masculin principal du blockbuster fantastique Blanche-Neige et le Chasseur, de Rupert Sanders, aux côtés de Kristen Stewart et Charlize Theron. Le film est également performant au box-office, et une suite est commandée. En fin d'année, l'échec du film de guerre L'Aube rouge passe du coup inaperçu.

### Confirmation en demi-teinte (depuis 2013)

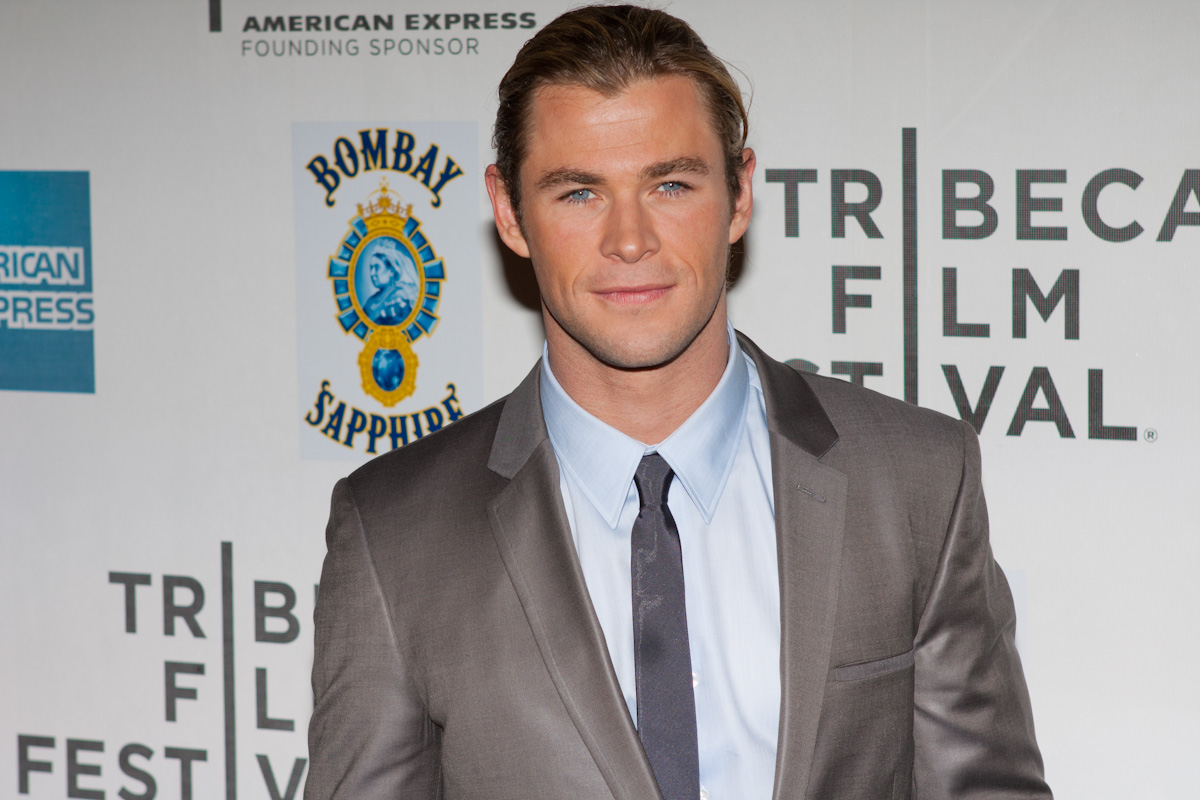
L'acteur à la première new-yorkaise de Avengers au Festival du Film de Tribeca 2012.

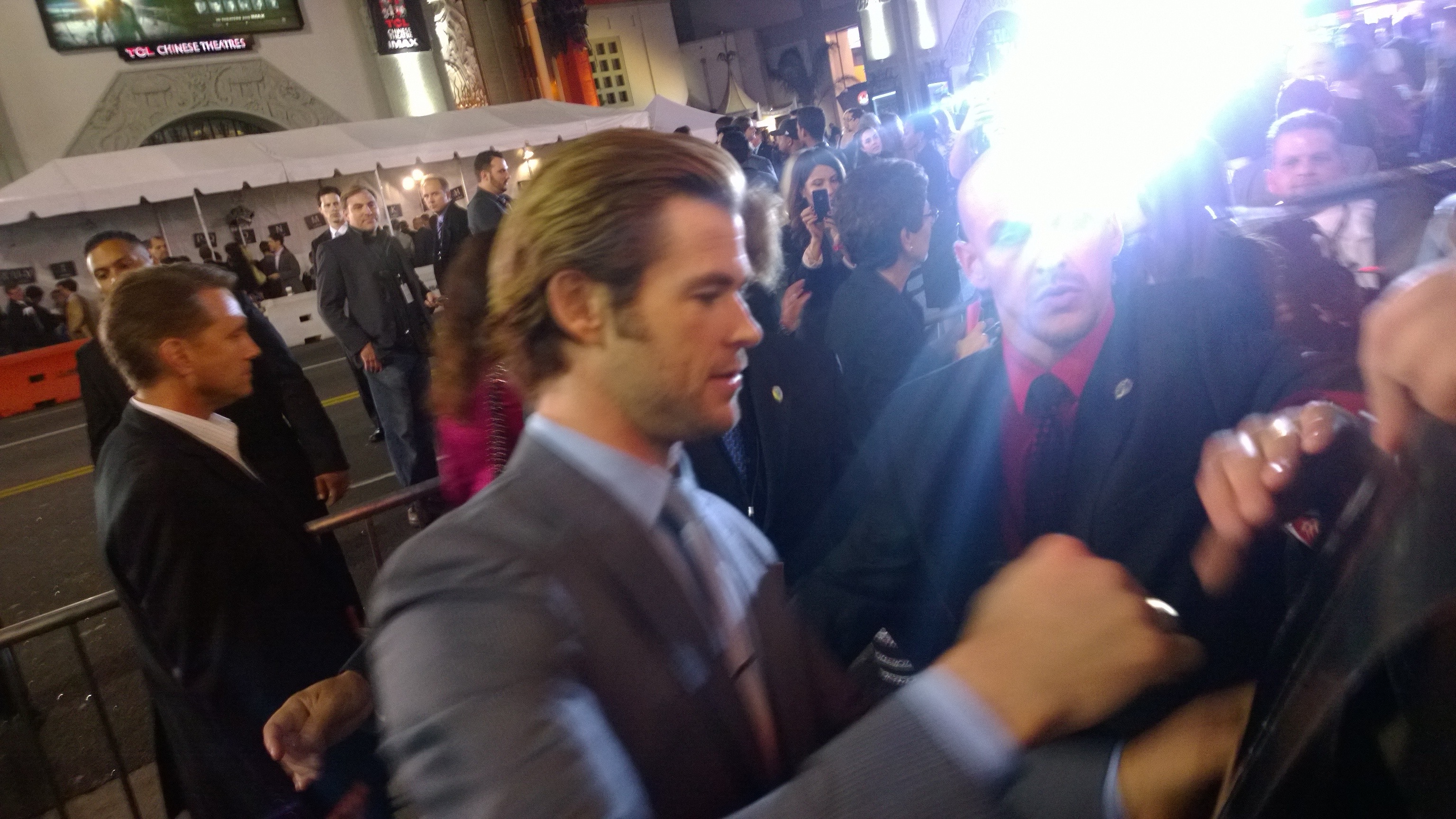
L'acteur à la première mondiale de Thor : Le Monde des ténèbres, en novembre 2013.

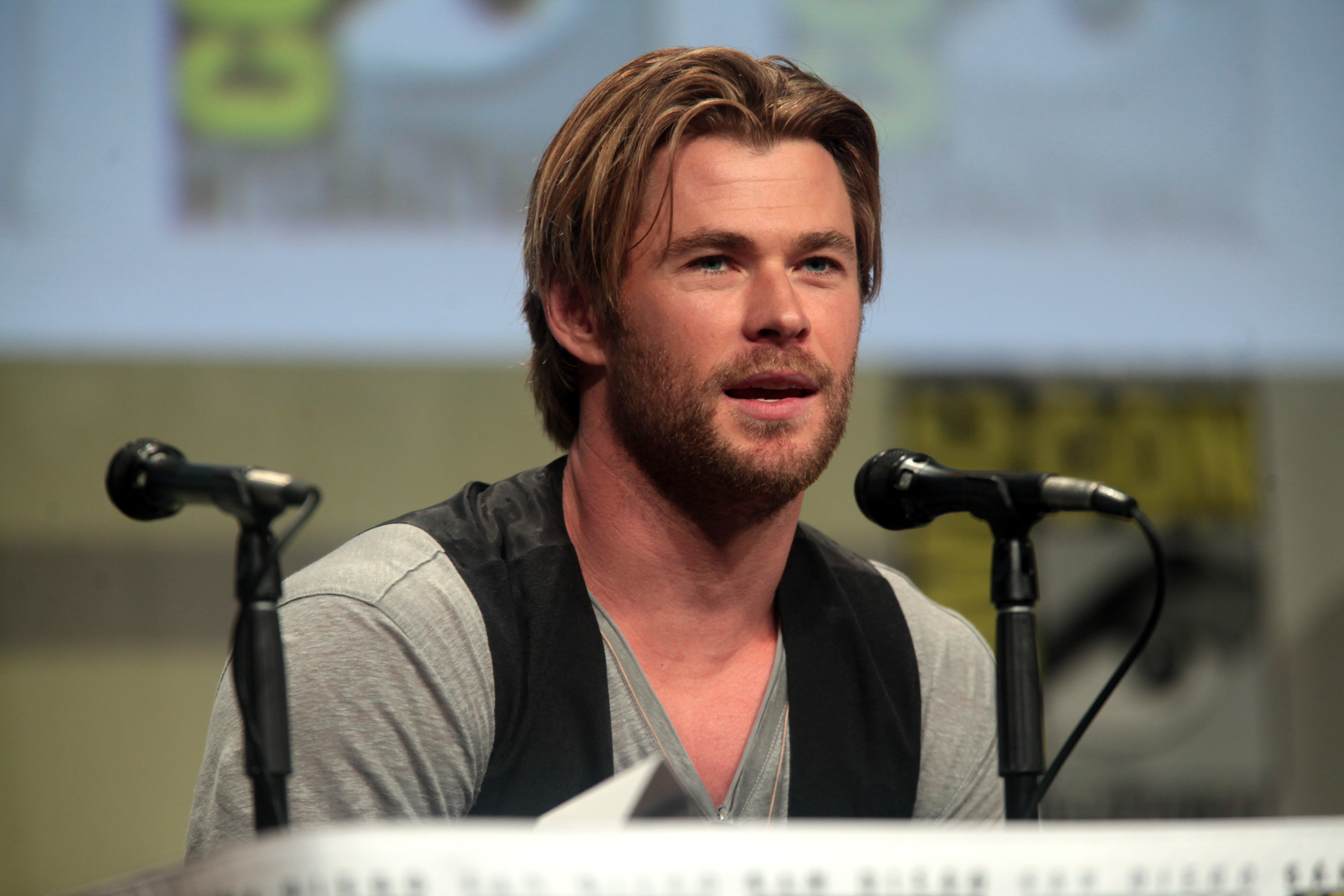
L'acteur en promotion de Hacker au San Diego Comic-Con 2014.

En 2013, il prête d'abord ses traits au pilote de formule 1 James Hunt, dans le drame sportif Rush, de Ron Howard, aux côtés de Daniel Brühl, qui reçoit d'excellentes critiques mais convainc modérément en termes de recettes. Puis il retrouve son personnage de Thor. Cette suite, intitulée Thor : Le Monde des ténèbres, est cette fois mise en scène par Alan Taylor. Les critiques sont correctes, mais le box-office est supérieur au premier opus.
L'année 2015 le voit dans quatre longs-métrages : tout d'abord, il incarne le hacker Nicholas Hathaway dans le techno-thriller Hacker, sous la direction de Michael Mann. Puis il retrouve une nouvelle fois Joss Whedon pour Avengers : L'Ère d'Ultron. Si le premier reçoit des critiques très mitigées, et déçoit énormément au box-office, le second lui permet de remplir les salles du monde entier.
Durant l'été, il surprend dans un registre comique avec un petit rôle dans la comédie Vive les vacances, de John Francis Daley et Jonathan Goldstein. Les critiques sont mauvaises, mais le box-office américain est satisfaisant.
Enfin, à la fin de l'année, il retrouve Ron Howard pour l'épopée maritime Au cœur de l'océan, dans le rôle principal du second capitaine Owen Chase. Cet autre essai hors du costume de Thor se solde par un échec critique et commercial.
En 2016, ce constat se confirme : Le Chasseur et la Reine des glaces, qui récompense sa popularité en lui confiant le premier rôle de cette préquelle de Blanche-Neige et le Chasseur, est considéré comme un flop par le studio, surtout sur le marché américain. Les actrices Jessica Chastain et Emily Blunt, recrutées pour pallier l'absence de Kristen Stewart, ne parviennent pas à compenser ce qui constitue le premier long-métrage du français Cédric Nicolas-Troyan. Les critiques sont très mauvaises.
Par ailleurs, la comédie fantastique SOS Fantômes (Ghostbusters), de Paul Feig, où il tient un second rôle hilarant, celui du réceptionniste Kevin, reçoit des bonnes critiques mais divise le public et un box-office insuffisant, surtout à l'international.
L'acteur renoue avec le box-office en 2017, grâce à Thor : Ragnarok, de Taika Waititi, qui reçoit les meilleures critiques de la trilogie amorcée en 2011, et est couronné par le box-office le plus performant de sa carrière. Le film s'appuie sur une tonalité comique le distinguant fortement du précédent opus, lui permettant d'être le mieux reçu par la critique comme par le public.
La même année, il tourne simultanément Avengers: Infinity War et Avengers: Endgame, sous la direction de Anthony et Joe Russo. Les deux longs-métrages sont acclamés par la critique américaine, et sont les plus gros succès commerciaux de sa carrière,.
En janvier 2018, il tente une nouvelle fois de sortir du costume de Thor en menant le film de guerre Horse Soldiers, réalisé par Nicolai Fuglsig. Le box-office est à peine correct et les critiques sont très mitigées.
En octobre de la même année, il est la tête d'affiche du thriller Bad Times at the El Royale, écrit et réalisé par Drew Goddard, qui l'avait révélé avec La Cabane dans les bois en 2012. Malgré de bonnes critiques, le film déçoit au box-office.
L'année 2019 lui donne la possibilité de s'imposer avec une nouvelle franchise : il partage l'affiche du blockbuster de science-fiction MIB avec sa partenaire de Thor : Ragnarok, Tessa Thompson. Ce film réalisé par F. Gary Gray a vocation à lancer une nouvelle trilogie, sans le tandem historique Will Smith / Tommy Lee Jones.
Il est un temps envisagé de reprendre son rôle du père de James Kirk dans une suite au film qui l'a révélé en 2009, Star Trek. Mais à la suite de revendications salariales jugées trop élevées par le studio, le projet est suspendu.
En juin 2019, l'acteur annonce dans l'édition australienne du Daily Telegraph qu'il met sa carrière en suspens pour le reste de l'année après 12 mois de tournage successifs, afin d'être plus près de sa famille, et tout particulièrement de ses trois enfants, qui commencent à souffrir des absences de leur père,.
En novembre 2022, l'acteur annonce faire une pause dans sa carrière, pour des raisons médicales.
Cependant, durant l'année 2019, il tourne un film d'action où il tient le premier rôle pour le diffuseur télévisuel Netflix : il interprète Tyler Rake, un mercenaire sans peur dans un film éponyme. Le film ayant du succès, Tyler Rake 2 sort en 2023. Il joue le rôle de Warlord Dementus dans le film Furiosa : Une saga Mad Max sorti en 2024.

## Controverses
En novembre 2024, Chris Hemsworth est critiqué pour être apparu dans une publicité sirupeuse promouvant Abou Dabi comme destination touristique, réalisée en collaboration avec le gouvernement des Émirats arabes unis. L'acteur utilise son influence pour approuver l'État du Golfe sans mentionner aucun des problèmes de droits humains de la région.

## Vie privée

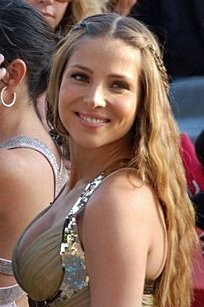
Elsa Pataky, femme de Chris Hemsworth.

Depuis juillet 2010, Chris est en couple avec l'actrice espagnole, Elsa Pataky. Ils se sont mariés le 26 décembre 2010,. Ils ont trois enfants une fille née en 2012 et des jumeaux, nés en 2014,. En 2023, il apprend qu'il a des prédispositions à développer la maladie d'Alzheimer.

## Filmographie

### Cinéma
- 2009 : Star Trek de J. J. Abrams : George Samuel Kirk, père de James Kirk
- 2009 : Escapade fatale (A Perfect Getaway) de David Twohy : Kale
- 2010 : Ca$h de Stephen Milburn Anderson : Sam Phelan
- 2011 : Thor de Kenneth Branagh : Thor
- 2012 : La Cabane dans les bois (The Cabin in the Woods) de Drew Goddard : Curt Vaughan
- 2012 : Avengers (Marvel's The Avengers) de Joss Whedon : Thor
- 2012 : Blanche-Neige et le Chasseur (Snow White and the Huntsman) de Rupert Sanders : le Chasseur
- 2012 : L'Aube rouge (Red Dawn) de Dan Bradley : Jed Eckert
- 2013 : Star Trek Into Darkness de J. J. Abrams : George Kirk (caméo vocal)
- 2013 : Rush de Ron Howard : James Hunt
- 2013 : Thor : Le Monde des ténèbres (Thor: The Dark World) d'Alan Taylor : Thor
- 2015 : Hacker (Blackhat) de Michael Mann : Nicholas Hathaway
- 2015 : Avengers : L'Ère d'Ultron (Avengers: Age of Ultron), de Joss Whedon : Thor
- 2015 : Vive les vacances (Vacation) de John Francis Daley et Jonathan Goldstein : Stone Crandall
- 2015 : Au cœur de l'océan (In the Heart of the Sea) de Ron Howard : le second capitaine Owen Chase
- 2016 : Le Chasseur et la Reine des glaces (The Huntsman: Winter's War) de Cédric Nicolas-Troyan : Eric, le chasseur
- 2016 : SOS Fantômes de Paul Feig : Kevin Beckman, le réceptionniste
- 2016 : Doctor Strange de Scott Derrickson : Thor (caméo non crédité, scène post-générique)
- 2017 : Thor : Ragnarok (Thor: Ragnarok) de Taika Waititi : Thor
- 2018 : Horse Soldiers (12 Strong) de Nicolai Fuglsig : le capitaine Mitch Nelson
- 2018 : Avengers: Infinity War d'Anthony et Joe Russo : Thor
- 2018 : Sale temps à l'hôtel El Royale (Bad Times at the El Royale) de Drew Goddard : Billy Lee
- 2019 : Avengers: Endgame d'Anthony et Joe Russo : Thor
- 2019 : Men in Black: International de F. Gary Gray : l'agent H
- 2019 : Jay et Bob contre-attaquent… encore (Jay and Silent Bob Reboot) de Kevin Smith : lui-même (caméo)
- 2020 : Tyler Rake (Extraction) de Sam Hargrave : Tyler Rake (également producteur)
- 2022 : Interceptor de Matthew Reilly : le vendeur de TV (caméo) (également producteur)
- 2022 : Spiderhead de Joseph Kosinski : Steve Abnesti (également producteur)
- 2022 : Thor: Love and Thunder de Taika Waititi : Thor
- 2023 : Tyler Rake 2 (Extraction 2) de Sam Hargrave : Tyler Rake (également producteur)
- 2024 : Furiosa : Une saga Mad Max (Furiosa: A Mad Max Saga) de George Miller : Dr Dementus
- 2024 : Deadpool et Wolverine (Deadpool and Wolverine) de Shawn Levy : Thor (images d'archives réutilisées du film Thor : Le Monde des ténèbres)
- 2024 : Transformers : Le Commencement de Josh Cooley : Optimus Prime (voix)
- 2025 : Crime 101 de Bart Layton (également producteur)
- 2026 : Avengers: Doomsday d'Anthony et Joe Russo : Thor (en production)

### Télévision
- 2002 : Guenièvre Jones d'Elizabeth Stewart : le roi Arthur (saison 1, épisodes 1-9)
- 2002 : Les Voisins (Neighbours) de Reg Watson : Jamie Kane (saison 1, épisode 4069)
- 2002 : Marshall Law de Rick Held, Bevan Lee et Alison Nisselle : l'enfant
- 2002 : Grand Galop (The Saddle Club) : George, le nouveau véterinaire (saison 2, épisode 17)
- 2003 : Fengus Mc Phail de David Cameron : Craig
- 2003-2007 : Summer Bay d'Alan Bateman : Kim Hyde
- 2021 : Loki : Thor (caméo vocal, épisode 5)
- 2021-2023 : What If...? : Thor (voix)
- 2021 : La Réalité en face : lui-même (épisode 1)

### Jeux vidéo
- 2011 : Thor: God of Thunder : Thor (version originale)
- 2016 : Lego Marvel's Avengers : Thor (version originale)

## Distinctions

### Récompenses
- 2005 : Logie Awards du nouveau jeune talent le plus populaire dans une série télévisée dramatique pour Summer Bay (2004-2007).
- 30e cérémonie des Boston Society of Film Critics Awards 2009 : Meilleure distribution dans un film de science-fiction pour Star Trek (2009) partagé avec Chris Pine, Zachary Quinto, Zoe Saldana, Karl Urban, Leonard Nimoy, John Cho, Simon Pegg, Anton Yelchin, Ben Cross, Eric Bana, Clifton Collins Jr., Bruce Greenwood, Jennifer Morrison, Winona Ryder, Tyler Perry et Faran Tahir.
- CinemaCon 2011 : Lauréat du Prix de la star masculine de demain.
- 14e cérémonie des Teen Choice Awards 2012 : Star masculine de film sortie durant l'été dans un film de science-fiction pour Avengers (2012) et dans un drame d'action pour Blanche-Neige et le Chasseur (2012).
- 2013 : MTV Movie Awards du meilleur combat dans un film de science-fiction pour Avengers (2011) partagé avec Robert Downey Jr., Chris Evans, Mark Ruffalo, Scarlett Johansson, Jeremy Renner et Tom Hiddleston.
- 39e cérémonie des People's Choice Awards 2013 : Star de film d’action préférée dans un film de science-fiction pour Avengers (2011).
- 16e cérémonie des Teen Choice Awards 2014 : Meilleur combat partagé avec Tom Hiddleston dans un film d'aventure pour Thor : Le Monde des ténèbres (2013).
- 2015 : Huading Awards du meilleur acteur dans un film d'aventure pour Thor : Le Monde des ténèbres (2013).
- Australian Movie Convention 2016 : Prix de la star australienne de l’année.
- 29e cérémonie des Kids' Choice Awards 2016 : Acteur de film préféré dans une comédie fantastique pour SOS Fantômes (2016).
- 42e cérémonie des People's Choice Awards 2016 : Star de film d’action préférée dans un film de science-fiction pour Avengers : L'Ère d'Ultron (2016).
- 20e cérémonie des Teen Choice Awards 2018 : Meilleur acteur de film sortie durant l'été dans un film d'aventure pour Thor : Ragnarok (2018).
- 46e cérémonie des People's Choice Awards 2020 : Star masculine de film d'action préféré dans un thriller d'action pour Tyler Rake (2019).

### Nomination
- 2005 : Logie Awards de l'acteur le plus populaire dans une série télévisée dramatique pour Summer Bay (2004-2007).
- 2006 : Logie Awards de l'acteur le plus populaire dans une série télévisée dramatique pour Summer Bay (2004-2007).
- 3e cérémonie des Detroit Film Critics Society Awards  2009 : Meilleure distribution dans un film de science-fiction pour Star Trek (2009) partagé avec Chris Pine, Zachary Quinto, Zoe Saldana, Karl Urban, Leonard Nimoy, John Cho, Simon Pegg, Anton Yelchin, Ben Cross, Eric Bana, Clifton Collins Jr., Bruce Greenwood, Jennifer Morrison, Winona Ryder, Tyler Perry et Faran Tahir.
- 2009 : Scream Awards de la meilleure distribution dans un film de science-fiction pour Star Trek (2009) partagé avec Chris Pine, Zachary Quinto, Zoe Saldana, Karl Urban, Leonard Nimoy, John Cho, Simon Pegg, Anton Yelchin, Ben Cross, Eric Bana, Clifton Collins Jr., Bruce Greenwood, Jennifer Morrison, Winona Ryder, Tyler Perry et Faran Tahir.
- 15e cérémonie des Critics' Choice Movie Awards 2010 : Meilleure distribution dans un film de science-fiction pour Star Trek (2009) partagé avec Chris Pine, Zachary Quinto, Zoe Saldana, Karl Urban, Leonard Nimoy, John Cho, Simon Pegg, Anton Yelchin, Ben Cross, Eric Bana, Clifton Collins Jr., Bruce Greenwood, Jennifer Morrison, Winona Ryder, Tyler Perry et Faran Tahir.
- Scream Awards 2011 : 
  - Meilleur super-héros dans un film d'aventure pour Thor (2011).
  - Meilleure révélation dans un film d'aventure pour Thor (2011).
- 13e cérémonie des Teen Choice Awards 2011 : Meilleure révélation masculine dans un film d'aventure pour Thor (2011).
- 65e cérémonie des British Academy Film Awards 2012 : Orange Rising Star Award du meilleur espoir dans un film d'aventure pour Thor (2011).
- 2012 : MTV Movie Awards du meilleur super-héros dans un film d'aventure pour Thor (2011).
- 38e cérémonie des People's Choice Awards 2012 : Super-héros de film préféré dans un film d'aventure pour Thor (2011).
- 14e cérémonie des Teen Choice Awards 2012 : Meilleur acteur dans un film de science-fiction pour Avengers (2012).
- 26e cérémonie des Kids' Choice Awards 2013 : Acteur botteur de derrière préféré dans un film de science-fiction pour Avengers (2012).
- 39e cérémonie des People's Choice Awards 2013 :
  - Super-héros préféré dans un film de science-fiction pour Avengers (2012).
  - Meilleure alchimie à l'écran dans un drame d'aventure pour Blanche-Neige et le Chasseur (2012) partagé avec Kristen Stewart.
- 39e cérémonie des Teen Choice Awards 2013 : Meilleur acteur dans un drame d'action pour L'Aube rouge (2012).
- 2014 : MTV Movie Awards de la meilleure performance torse nu et meilleur super-héros dans un film d'aventure pour Thor : Le Monde des ténèbres (2013).
- 40e cérémonie des People's Choice Awards 2014 : Acteur de film dramatique préféré dans un drame pour Rush (2013).
- 2014 : Russian National Movie Awards du meilleur duo étranger de l’année dans un film d'aventure pour Thor : Le Monde des ténèbres (2013) partagé avec Tom Hiddleston.
- 16e cérémonie des Teen Choice Awards 2014 : Meilleur acteur torse nu dans un film d'aventure pour Thor : Le Monde des ténèbres (2013).
- 17e cérémonie des Teen Choice Awards 2015 : Meilleur acteur dans un thriller d'action pour Hacker (2015).
- 2016 : Jupiter Awards du meilleur acteur international dans un film de science-fiction pour Avengers : L'Ère d'Ultron (2015).
- 29e cérémonie des Kids' Choice Awards 2016 : Acteur de film préféré dans un film de science-fiction pour Avengers : L'Ère d'Ultron (2015).
- 2016 : MTV Movie Awards du meilleur baiser dans une comédie d'aventure pour Vive les vacances (2016) partagé avec Leslie Mann.
- 18e cérémonie des Teen Choice Awards 2016 :
  - Meilleur baiser partagé avec Jessica Chastain dans un drame d'aventure pour Le Chasseur et la Reine des glaces (2015).
  - Meilleur acteur dans un drame d'aventure pour Le Chasseur et la Reine des glaces (2015).
  - Meilleure star masculine de film d'été dans une comédie d'aventure pour SOS Fantômes (2016).
  - Meilleur acteur dans un drame biographique pour Au cœur de l'Océan (2015).
- 2017 : Jupiter Awards du meilleur acteur international dans un drame d'aventure pour Le Chasseur et la Reine des glaces (2016).
- 30e cérémonie des Kids' Choice Awards 2017 : Acteur botteur de derrière préféré dans un drame d'aventure pour Le Chasseur et la Reine des glaces (2016).
- 43e cérémonie des People's Choice Awards 2017 : Acteur comique préféré dans une comédie d'aventure pour SOS Fantômes (2016).
- 23e cérémonie des Critics' Choice Movie Awards 2018 : Meilleur acteur dans une comédie d'aventure pour Thor : Ragnarok (2017).
- 31e cérémonie des Kids' Choice Awards 2018 : Acteur de film préféré dans une comédie d'aventure pour Thor : Ragnarok (2017).
- 2018 : MTV Movie Awards du meilleur combat partagé avec Mark Ruffalo dans une comédie d'aventure pour Thor : Ragnarok (2017).
- 44e cérémonie des People's Choice Awards 2018 :
  - Star de film d’action préféré dans un film de science-fiction pour Avengers: Infinity War (2018).
  - Star masculine de film préféré dans un film de science-fiction pour Avengers: Infinity War (2018).
  - Star masculine de film préféré dans un drame d'action pour Horse Soldiers (2018).
- 20e cérémonie des Teen Choice Awards 2018 : Acteur le plus hot.
- 32e cérémonie des Kids' Choice Awards 2019 : Acteur de film préféré dans un film d'action pour Avengers: Infinity War (2018).
- 45e cérémonie des People's Choice Awards 2019 : Star masculine de film préférée dans un drame d'aventure pour Avengers: Endgame (2018).
- 21e cérémonie des Teen Choice Awards 2019 : Meilleur acteur dans un drame d'aventure pour Avengers: Endgame (2018) et dans une comédie d'aventure pour Men in Black: International (2018).
- 2019 : The BAM Awards de la meilleure distribution dans un drame d'aventure pour Avengers: Endgame (2018) partagé avec Robert Downey Jr., Mark Ruffalo, Chris Evans, Scarlett Johansson, Jeremy Renner, Don Cheadle, Paul Rudd, Benedict Cumberbatch, Chadwick Boseman, Brie Larson, Tom Holland, Karen Gillan, Zoe Saldana et Evangeline Lilly.
- 33e cérémonie des Kids' Choice Awards 2020 : 
  - Super-héros préféré dans une comédie d'aventure pour Men in Black: International (2018) et dans un drame d'aventure pour Avengers: Endgame (2018).
  - Acteur de film préféré dans une comédie d'aventure pour Men in Black: International (2018) et dans un drame d'aventure pour Avengers: Endgame (2018).
- Australian Academy of Cinema and Television Arts Awards 2020 : Nomination au Prix de la star favorite de la décade.
- 46e cérémonie des People's Choice Awards 2020 : Star masculine de film préféré dans un thriller d'action pour Tyler Rake (Extraction) (2020).
- 2021 : Critics' Choice Super Awards du meilleur acteur dans un thriller d'action pour Tyler Rake (Extraction) (2020).

## Voix francophones
En version française, Adrien Antoine est la voix régulière de Chris Hemsworth depuis Thor en 2011. Il le double également dans les films Avengers, films Thor, Blanche-Neige et le Chasseur et sa suite, Au cœur de l'océan, etc. Auparavant, il a été doublé par Axel Kiener dans Star Trek et Boris Rehlinger dans Escapade fatale.
En version québécoise, Martin Desgagné est la voix principale de l'acteur.
Voix françaises
- Adrien Antoine[38] : films Thor, films Avengers, Blanche-Neige et le Chasseur, Le Chasseur et la Reine des glaces, Au cœur de l'océan, etc.

Voix québécoises
- Martin Desgagné[39] : films Thor, films Avengers, Blanche-Neige et le Chasseur, Le Chasseur et la Reine des glaces, Au cœur de l'océan, etc.